# Lijst van laatste Eerste Wereldoorlogsveteranen per land
Dit is een lijst van laatste veteranen uit de Eerste Wereldoorlog, per land.

## Europa
| Land tegenwoordig   | Land tijdens oorlog  | Naam                           | Gestorven         | Leeftijd |
| ------------------- | -------------------- | ------------------------------ | ----------------- | -------- |
| België              | België               | Cyrillus-Camillus Barbary      | 16 september 2004 | 105 jaar |
| Duitsland           | Duitse Keizerrijk    | Erich Kästner                  | 1 januari 2008    | 107 jaar |
| Ierland             | Verenigd Koninkrijk  | Thomas Shaw                    | 2 maart 2002      | 102 jaar |
| Italië              | Italië               | Delfino Borroni                | 26 oktober 2008   | 110 jaar |
| Frankrijk           | Frankrijk            | Pierre Picault                 | 20 november 2008  | 109 jaar |
| Hongarije           | Oostenrijk-Hongarije | Franz Künstler                 | 27 mei 2008       | 107 jaar |
| Oekraïne            | Keizerrijk Rusland   | Michail Efimovitsj Kritsjevsky | 26 december 2008  | 111 jaar |
| Oostenrijk          | Oostenrijk-Hongarije | August Bischof                 | 4 maart 2006      | 107 jaar |
| Polen               | Keizerrijk Rusland   | Stanisław Wycech               | 12 januari 2008   | 105 jaar |
| Portugal            | Portugal             | José Ladeira                   | 5 mei 2003        | 107 jaar |
| Roemenië            | Roemenië             | Gheorghe Pănculescu            | 9 januari 2007    | 104 jaar |
| Rusland             | Keizerrijk Rusland   | Boris Klovski                  | 1 juni 2004       | 102 jaar |
| Servië              | Servië               | Aleksa Radovanović             | 22 juni 2004      | 103 jaar |
| Slovenië            | Oostenrijk-Hongarije | Ivan Kovacic                   | 13 februari 2001  | 103 jaar |
| Tsjechië            | Oostenrijk-Hongarije | Alois Vocásek                  | 9 augustus 2003   | 107 jaar |
| Turkije             | Ottomaanse Rijk      | Yakup Satar                    | 2 april 2008      | 110 jaar |
| Verenigd Koninkrijk | Verenigd Koninkrijk  | Claude Choules                 | 5 mei 2011        | 111 jaar |
| Verenigd Koninkrijk | Verenigd Koninkrijk  | Florence Green                 | 4 februari 2012   | 110 jaar |

## Amerika
| Land tegenwoordig | Land tijdens oorlog | Naam                      | Gestorven        | Leeftijd |
| ----------------- | ------------------- | ------------------------- | ---------------- | -------- |
| Barbados          | Barbados (VK)       | George Blackman           | maart 2003       | 105 jaar |
| Canada            | Canada (VK)         | John Babcock              | 18 februari 2010 | 109 jaar |
| Guyana            | Brits-Guiana (VK)   | Gershom Browne            | 6 december 2000  | 102 jaar |
| Jamaica           | Jamaica (VK)        | Stanley Stair             | april 2008       | 106 jaar |
| Canada            | Newfoundland (VK)   | Wallace Pike              | 11 april 1999    | 99 jaar  |
| Puerto Rico       | Puerto Rico (VS)    | Emiliano Mercado del Toro | 24 januari 2007  | 115 jaar |
| Verenigde Staten  | Verenigde Staten    | Frank Buckles             | 27 februari 2011 | 110 jaar |

## Afrika
| Land tegenwoordig | Land tijdens oorlog           | Naam                  | Gestorven        | Leeftijd |
| ----------------- | ----------------------------- | --------------------- | ---------------- | -------- |
| Algerije          | Algerije (Frankrijk)          | Saci Ben Hocine Mahdi | 1998             | 100 jaar |
| Senegal           | Frans-West-Afrika (Frankrijk) | Abdoulaye N'Diaye     | 10 november 1998 | 104 jaar |
| Zuid-Afrika       | Unie van Zuid-Afrika (VK)     | Norman Kark           | maart 2000       | 102 jaar |

## Oceanië
| Land tegenwoordig | Land tijdens oorlog | Naam               | Gestorven        | Leeftijd |
| ----------------- | ------------------- | ------------------ | ---------------- | -------- |
| Australië         | Australië (VK)      | John Campbell Ross | 3 juni 2009      | 110 jaar |
| Nieuw-Zeeland     | Nieuw-Zeeland (VK)  | Bright Williams    | 13 februari 2003 | 105 jaar |

## Azië
| Land tegenwoordig | Land tijdens oorlog | Naam              | Gestorven       | Leeftijd |
| ----------------- | ------------------- | ----------------- | --------------- | -------- |
| India             | Brits-Indië (VK)    | Robin Ruttledge   | 12 januari 2002 | 102 jaar |
| Filipijnen        | Filipijnen (VS)     | Eracleo Alimpolo  | 2 oktober 2002  | 104 jaar |
| Thailand          | Siam                | Yod Sangrungruang | 9 oktober 2003  | 106 jaar |